# 웰리통
웰리통 소아리스 지 모라이스(브라질 포르투갈어: Welliton Soares de Morais, 1986년 10월 22일 ~, 콘세이상 두 아라구아이아)는 웰리통(브라질 포르투갈어: Welliton)이라는 이름으로 널리 알려진 브라질의 전 축구 선수이다. 현역 시절 포지션은 공격수였다.